# Șari-Neni
Șari-Neni este numele celui mai cunoscut bordel timișorean, de pe vremea interbelică, aflat în cartierul Elisabetin, la intersecția străzilor Romulus și Odobescu.

## Istoric
Proprietara acestuia era Földessy Charlotta (Șarlota). Sub paravanul unui restaurant cochet și intim, aici domnii găseau tot ceea ce își doreau, astfel încât se întorceau cât de des puteau. Serviciile de aici erau impecabile iar oferta era prezentată în albume cu fotografii realizate cu mult profesionalism. Evident, după cel de-al Doilea Război Mondial, localul a fost desființat, apoi în anii comunismului aici a funcționat un bufet, iar apoi a fost retransformat în restaurant, care, de câteva decenii încoace poartă numele de astăzi, Intim.